# Willy Bosschem
Willy Bosschem, né le 10 janvier 1930 à Gand, est un peintre, graveur, dessinateur, affichiste et graphiste belge.
Il est également connu comme auteur de timbres pour les postes belges, rwandaises et sénégalaises, de décors de théâtre et de télévision, de projets de tapisseries et de peintures murales.
Il est l'auteur de l'affiche des Floralies de l'Exposition universelle de 1958 de Bruxelles.

## Biographie
Willy Bosschem étudie la peinture, la céramique ainsi que les arts décoratifs à l'Institut supérieur d'enseignement artistique de Gand. En 1946, il obtient le premier prix pour un projet d'affiche à la foire internationale annuelle de Flandre.
Il est chargé à partir de 1965 de l'organisation des expositions artistiques au Casino-Kursaal d'Ostende, ce qui le met en contact avec de nombreux artistes.
Il se consacre aussi à la peinture religieuse et en 1958, crée le chemin de croix de l'église Notre-Dame de l'Ascension à Mariakerke avec la technique du sgraffite. La même année, il conçoit plusieurs affiches pour l'Exposition universelle de 1958 à Bruxelles.
De 1960 à 1965, il est professeur à l'Institut supérieur d'enseignement graphique de Gand. Il devient en 1978 directeur de l'Académie des beaux-arts d'Ostende.
En 1981, lors du gala de la presse au théâtre de la Monnaie à Bruxelles, l'Association des journalistes de Belgique offre son tableau Symphonie marine au roi Baudouin et à la reine Fabiola.
En 2006, Bosschem exécute des peintures murales sur un ancien entrepôt à Ostende, avenue Victoria. Ces œuvres narrent l'histoire de la station balnéaire.
Le 10 septembre 2011, il est célébré par l'administration d'Ostende et le conservateur du musée d'Ostende, Mu.ZEE. À cette occasion la Ville d'Ostende donne le nom de Willy Bosschem à une nouvelle résidence, une première pour un peintre contemporain.

## Œuvres
- Peinture murale pour le réfectoire d'Ebes à Ostende, 12 × 4 m, œuvre disparue.
- Décoration murale pour le buffet de la station de chemin de fer à Ostende, relief en plexiglas, 6 × 2,5 m, œuvre disparue.
- Cartons pour une tapisserie destinée à la Centrale chrétienne du textile, Gand, 7 × 2,5 m (lissier : Gaspard Dewit).
- Cartons pour la tapisserie Textura, Gand, 1964 (lissier : Gaspard Dewit).
- Chemin de croix de l'église de Mariakerke à Ostende, sgraffite, douze panneaux de 1,5 × 1,5 m.
- Ode à Ostende, 2011, peinture murale dans le hall d'entrée de la résidence Bosschem à Ostende.

Œuvres de Willy Bosschem
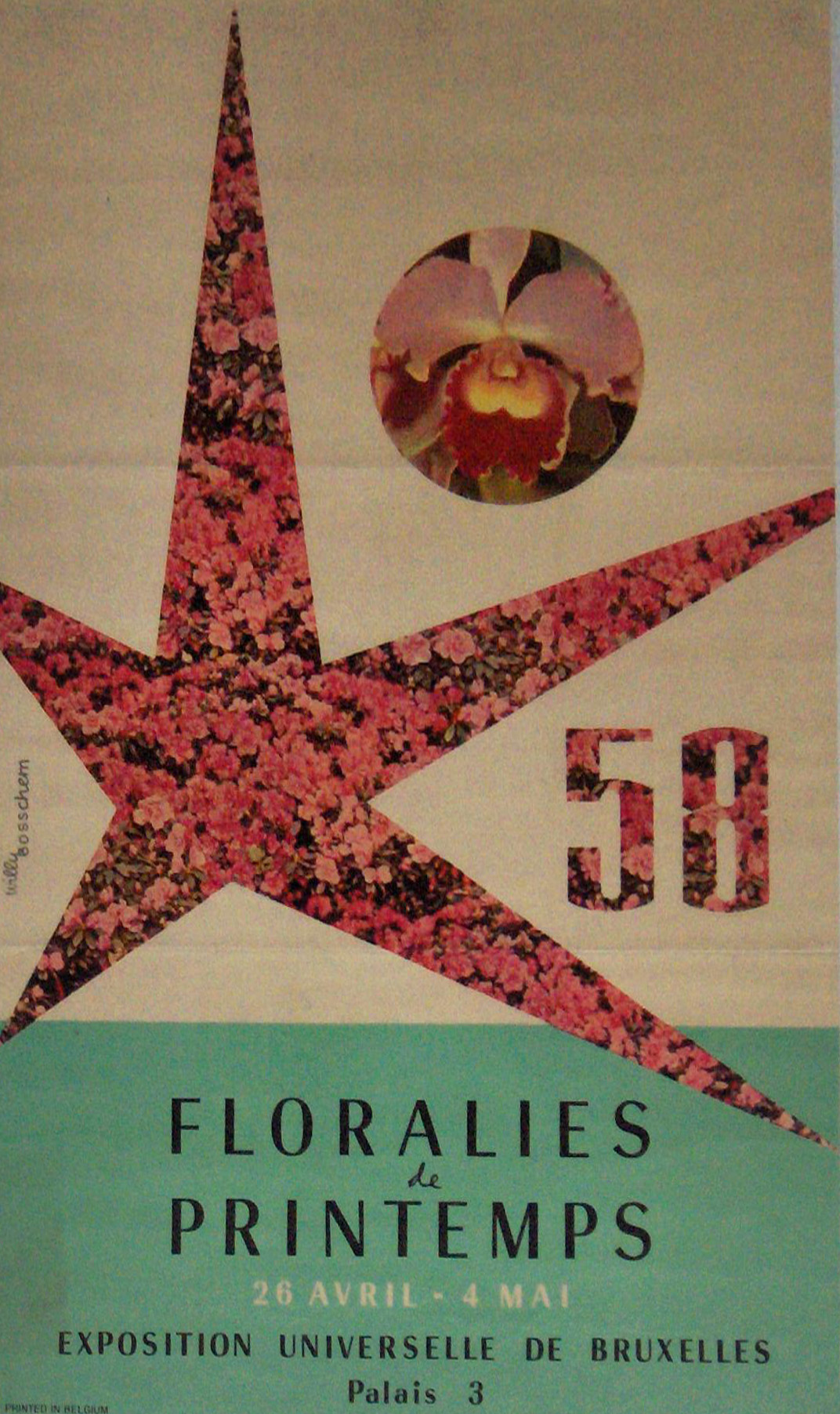
Affiche pour les Floralies de l'Exposition universelle de 1958 de Bruxelles.
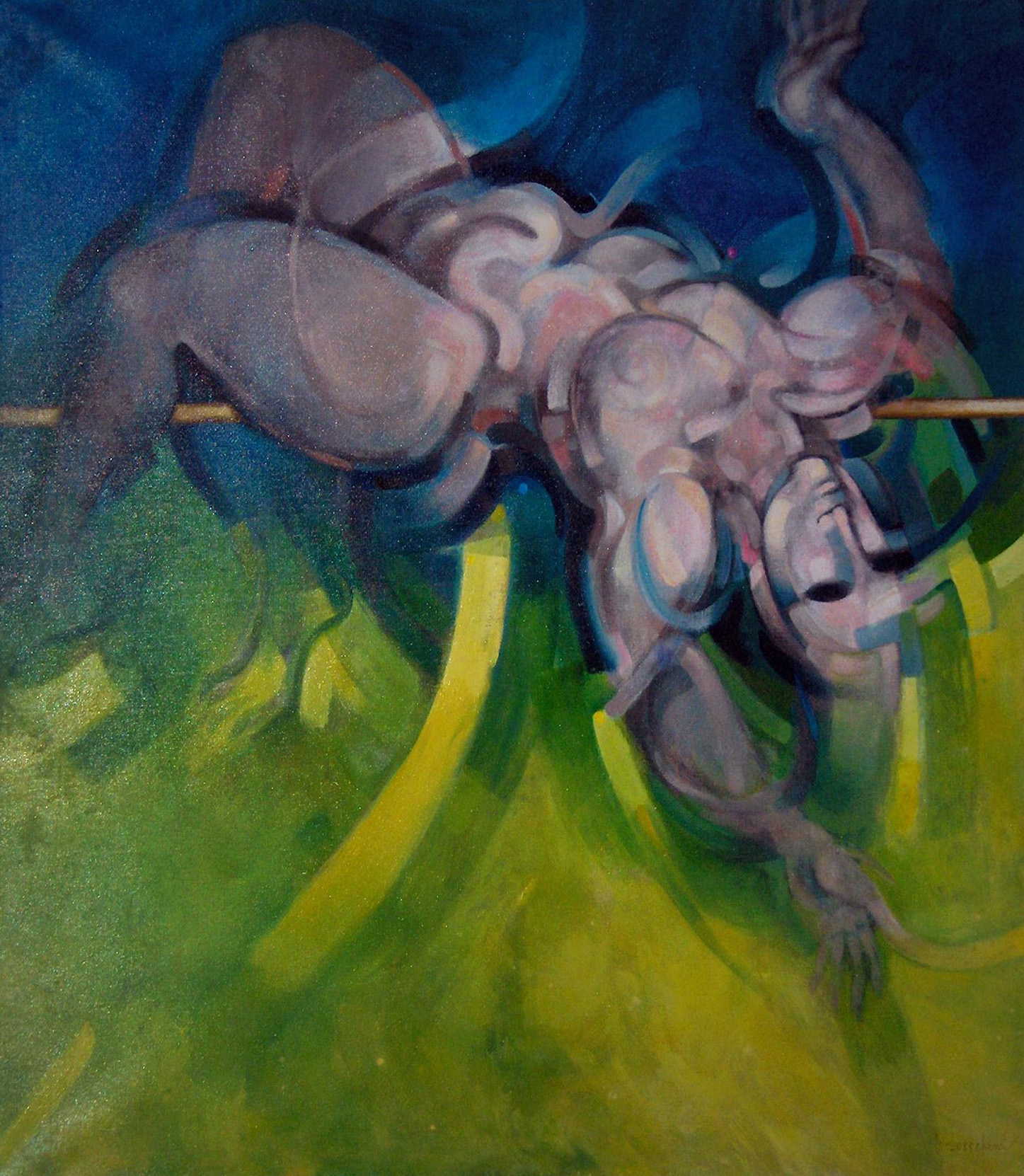
Saut en hauteur (1989), localisation inconnue.
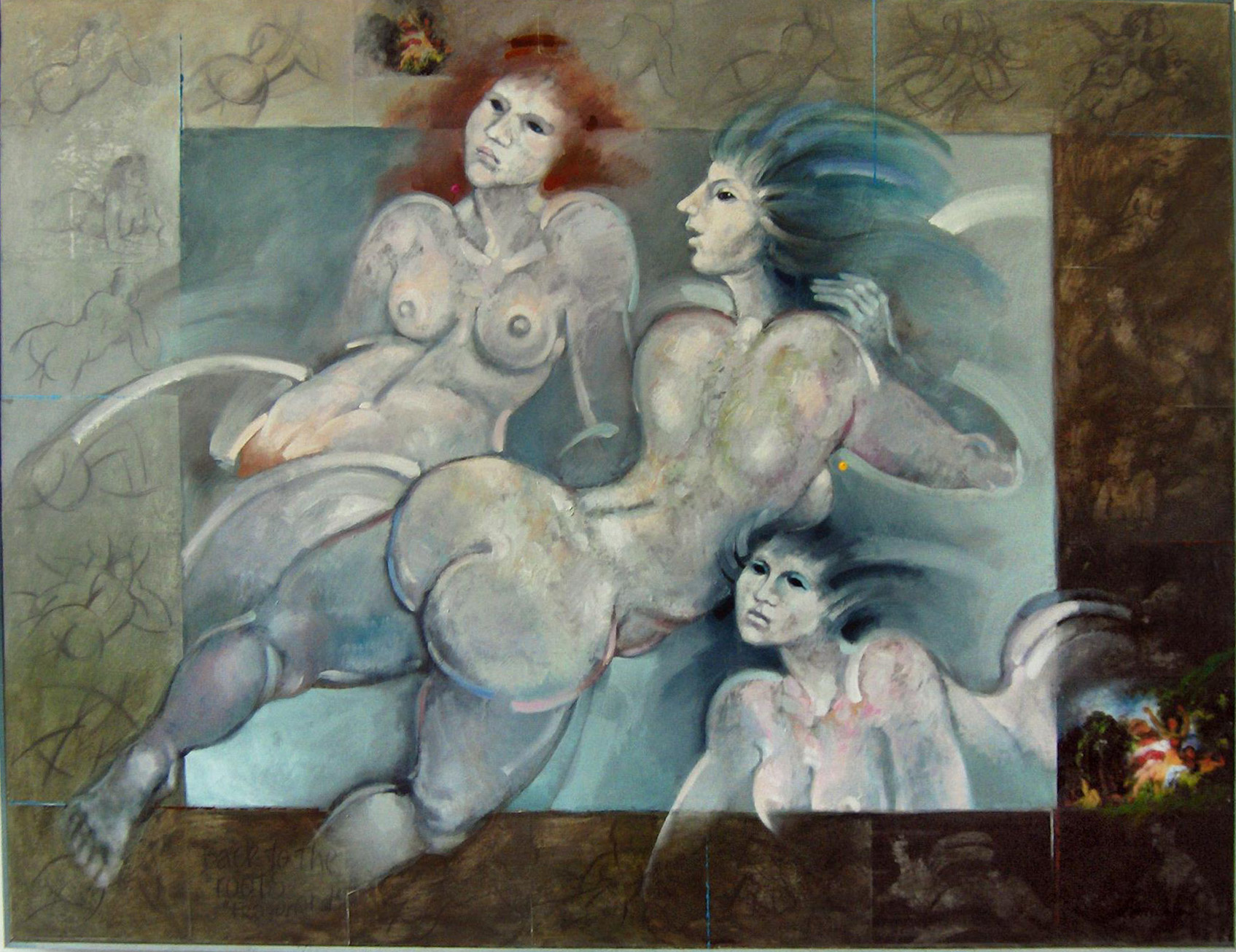
Three women. Back to the roots (1991), localisation inconnue.
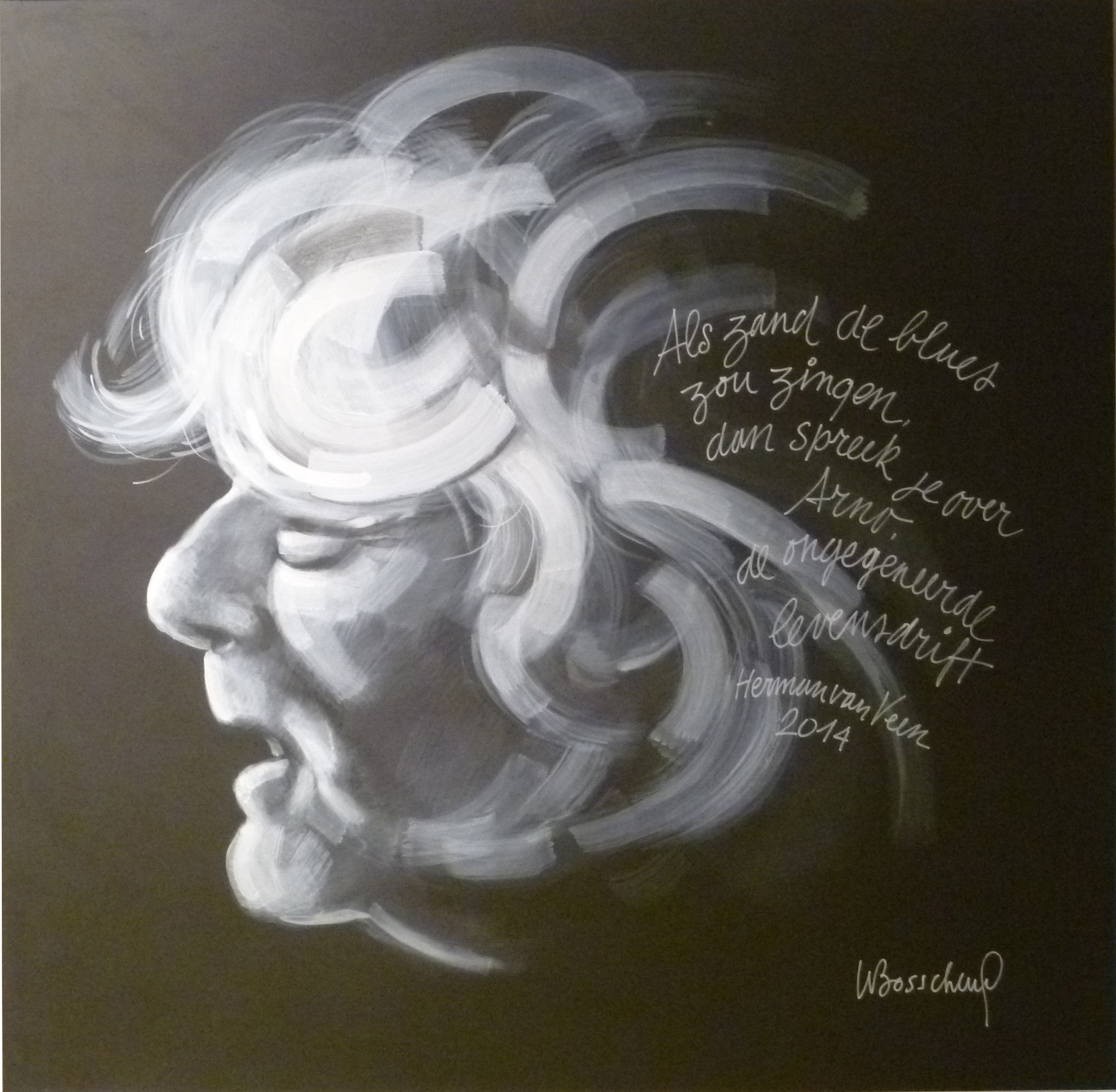
Arno (2014), localisation inconnue.

## Collections publiques
- Allemagne
  - Düsseldorf, Musée de la ville.
  - Hambourg, Altonaer Museum (en).
- Belgique
  - Bruxelles :

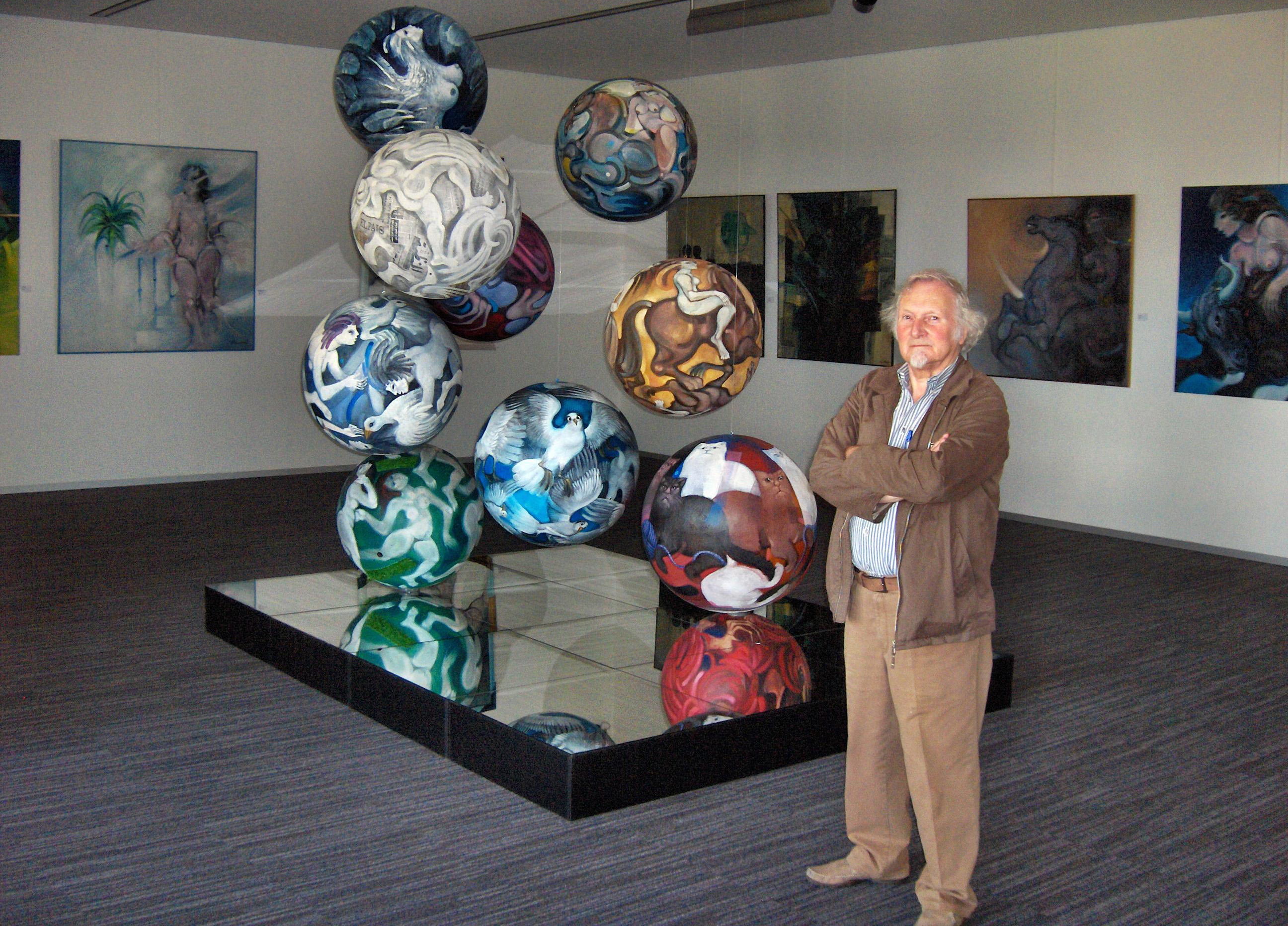
Space 1995-1998, avec l'artiste.

    - Bibliothèque royale de Belgique, cabinet des estampes.
    - Collections de l'État belge.
    - Collection royale.

  - Ostende, Mu.Zee.

## Collections particulières notoires
- Crédit communal de Belgique (Belfius).